# Midwest City, Oklahoma
Midwest City là một thành phố thuộc quận Oklahoma tại tiểu bang Oklahoma, Hoa Kỳ. Thành phố có diện tích km2, dân số năm 2009 ước khoảng 57.193 người, là thành phố lớn thứ 7 ở tiểu bang.
Thành phố bị thiệt hại trong hai trận lốc xoáy, lần đầu tiên tháng 5 năm 1999 và lần thứ hai ngày 08 tháng 5 năm 2003.